# Наутехъярви
Наутехъярви — пресноводное озеро на территории Костомукшского городского округа Республики Карелии.

## Общие сведения
Площадь озера — 1,9 км². Располагается на высоте 141,3 метров над уровнем моря.
Форма озера лопастная, продолговатая: оно вытянуто с северо-запада на юго-восток. Берега изрезанные, каменисто-песчаные, местами заболоченные.
Через озеро протекает река Луппусйоки, вытекающая из озера Люухиярви и впадающая в Кимасозеро, через которое протекает река Ногеусйоки. Последняя впадает в озеро Нюк, из которого берёт начало река Растас, впадающая в реку Чирко-Кемь.
В озере более десяти безымянных островов различной площади. На самом крупном, находящемся по центру водоёма, располагаются садовые участки.
Вдоль северо-восточного берега проходит трасса А137 («Кочкома — Костомукша»), а также линия железной дороги Ледмозеро — Костомукша — Кивиярви.
Код объекта в государственном водном реестре — 02020000911102000005582.